# Brian Sutherby

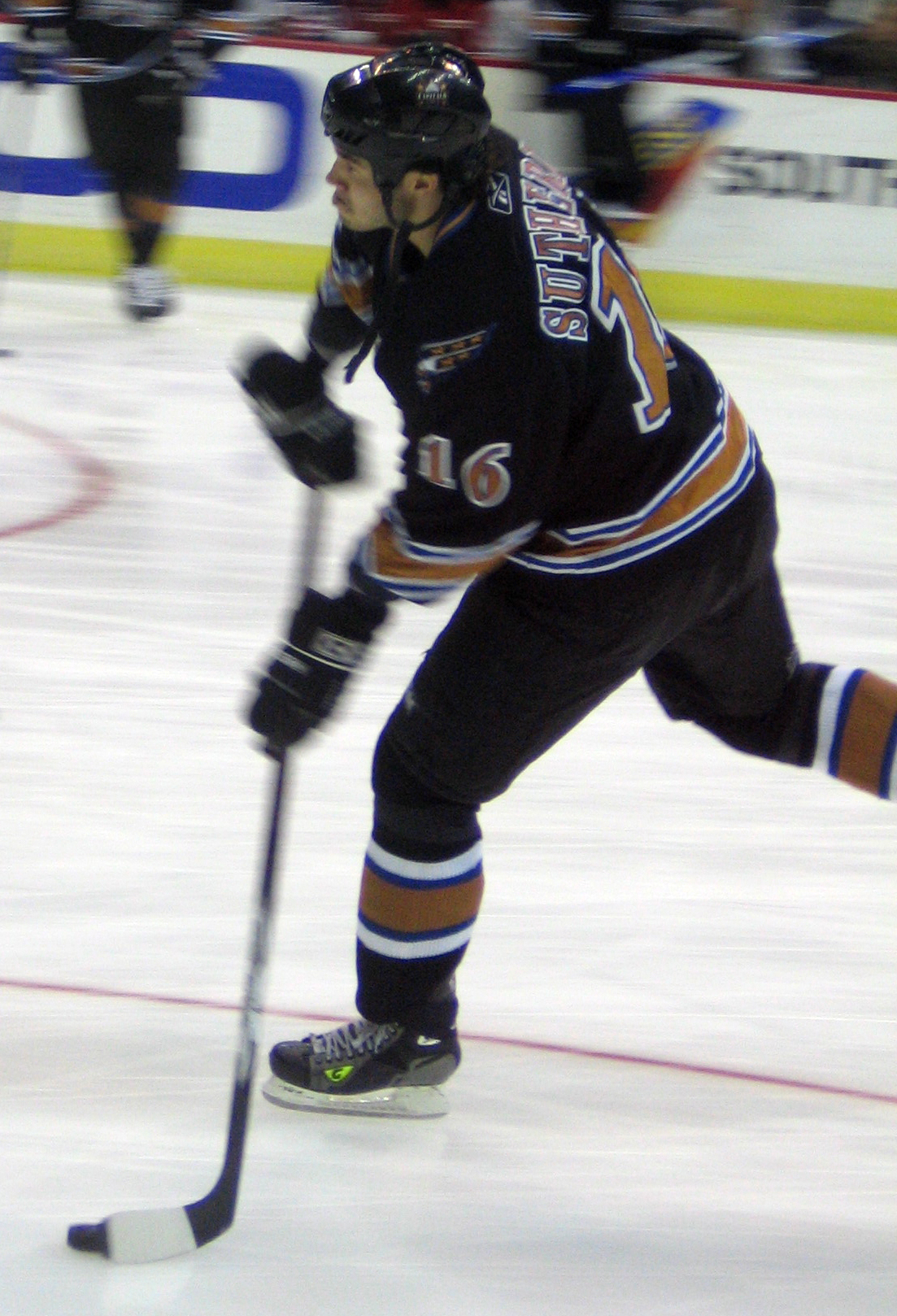
Brian Sutherby v dresu Washington Capitals

Brian Sutherby (* 1. březenna 1982 v Edmonton, Alberta) je bývalý Kanadský hokejový útočník. Momentálně pracuje jako skaut pro klub Washington Capitals.

## Hráčská kariéra
V roce 2000 byl draftován týmem Washington Capitals v 1. kole, 26. celkově. Předtím než byl draftován působil v juniorském klubu Moose Jaw Warriors hrající v lize WHL. Za Capitals nastoupil poprvé na začátku sezóny 2001/02, po sedmi odehraných zápasech byl poslán zpět do klubu Moose Jaw Warriors. Po juniorské štaci definitivně přešel k seniorskému hokeji. Do týmu Capitals se zařadil mezi stále hráče na soupisce, pět zápasů odehrál na farmě v Portland Pirates. V roce 2003 byl vybrán do YoungStars Game. Během výluky v NHL 2004/2005 hrál celou sezónu na farmě v Portland Pirates. Po výluce se již nevrátil na farmu a stal se stálým hráčem Capitals. V sezóně 2007/08 byl zvolen alternativním hráčem klubu. 19. listopadu 2007 byl vyměněn do klubu Anaheim Ducks za druhé kolo draftu v roce 2009. Za Anaheim hrával do 14. prosince 2008, opět byl vyměněn, tentokrát do klubu Dallas Stars za David McIntyre a 6. kolo draftu. Během průběhu sezóny prodloužil s vedením smlouvu o následující dva roky. V Dallasu setrval do konce sezóny 2010/11. Jelikož se s vedení Stars nedohodl na prodloužení kontraktu, stal se 1. července 2011 volným hráčem. 21. října 2011 se dohodl na zkoušku s klubem San Antonio Rampage hrající v lize AHL. Po vypršeni zkušebního kontraktu se rozhodl neprodloužit smlouvu kvůli zranění zad. V následující sezóny 2011/12 ovlivnil jeho snažení o návrat do NHL výluka, rozhodl se zúčastnit výcvikového tábora v St. John's IceCaps na základě zkušebního kontraktu. Vedení klubu ho však propustilo. 4. ledna 2012 podepsal smlouvu do konce sezóny s klubem Lake Erie Monsters (AHL). Po pouhých devíti odehraných zápasech za klub, byl zvolen kapitánem mužstva. Lake Erie Monsters se stal pro něho poslední klub v aktivní kariéře.

## Ocenění a úspěchy
- 2003 NHL - YoungStars Game

## Prvenství
- Debut v NHL - 6. října 2001 (Washington Capitals proti New Jersey Devils)
- První gól v NHL - 29. listopadu 2002 (Washington Capitals proti Ottawa Senators, kanadskému brankáři Patrick Lalime)
- První asistence v NHL - 6. prosince 2002 (Washington Capitals proti Atlanta Thrashers)

## Klubové statistiky
| Sezóna       | Klub                | Soutěž       |     | Základní část | Základní část | Základní část | Základní část | Základní část |   | Play off | Play off | Play off | Play off | Play off |
| Sezóna       | Klub                | Soutěž       | Z   | G             | A             | B             | TM            | Z             | G | A        | B        | TM       |          |          |
| 1997–98      | CAC Canadians       | AMBHL        | 35  | 33            | 22            | 55            | 58            | -             | - | -        | -        | -        |          |          |
| 1998–99      | Moose Jaw Warriors  | WHL          | 66  | 9             | 12            | 21            | 47            | 11            | 0 | 1        | 1        | 0        |          |          |
| 1999–00      | Moose Jaw Warriors  | WHL          | 47  | 18            | 17            | 35            | 102           | 4             | 1 | 1        | 2        | 12       |          |          |
| 2000–01      | Moose Jaw Warriors  | WHL          | 59  | 34            | 43            | 77            | 138           | 4             | 2 | 1        | 3        | 10       |          |          |
| 2000–01      | Portland Pirates    | AHL          | 2   | 0             | 0             | 0             | 2             | 2             | 0 | 0        | 0        | 0        |          |          |
| 2001–02      | Washington Capitals | NHL          | 7   | 0             | 0             | 0             | 2             | —             | — | —        | —        | —        |          |          |
| 2001–02      | Moose Jaw Warriors  | WHL          | 36  | 18            | 27            | 45            | 75            | 12            | 7 | 5        | 12       | 33       |          |          |
| 2002–03      | Portland Pirates    | AHL          | 5   | 0             | 5             | 5             | 11            | —             | — | —        | —        | —        |          |          |
| 2002–03      | Washington Capitals | NHL          | 72  | 2             | 9             | 11            | 93            | 5             | 0 | 0        | 0        | 10       |          |          |
| 2003–04      | Portland Pirates    | AHL          | 6   | 2             | 4             | 6             | 16            | —             | — | —        | —        | —        |          |          |
| 2003–04      | Washington Capitals | NHL          | 30  | 2             | 0             | 2             | 28            | —             | — | —        | —        | —        |          |          |
| 2004–05      | Portland Pirates    | AHL          | 53  | 10            | 19            | 29            | 115           | —             | — | —        | —        | —        |          |          |
| 2005–06      | Washington Capitals | NHL          | 76  | 14            | 16            | 30            | 73            | —             | — | —        | —        | —        |          |          |
| 2006–07      | Washington Capitals | NHL          | 69  | 7             | 10            | 17            | 78            | —             | — | —        | —        | —        |          |          |
| 2007–08      | Washington Capitals | NHL          | 5   | 1             | 0             | 1             | 7             | —             | — | —        | —        | —        |          |          |
| 2007–08      | Anaheim Ducks       | NHL          | 45  | 0             | 1             | 1             | 57            | 5             | 0 | 0        | 0        | 2        |          |          |
| 2008–09      | Anaheim Ducks       | NHL          | 17  | 3             | 3             | 6             | 19            | —             | — | —        | —        | —        |          |          |
| 2008–09      | Dallas Stars        | NHL          | 42  | 5             | 4             | 9             | 52            | —             | — | —        | —        | —        |          |          |
| 2009–10      | Dallas Stars        | NHL          | 46  | 5             | 4             | 9             | 66            | —             | — | —        | —        | —        |          |          |
| 2010–11      | Dallas Stars        | NHL          | 51  | 2             | 2             | 4             | 58            | —             | — | —        | —        | —        |          |          |
| 2011–12      | San Antonio Rampage | AHL          | 15  | 1             | 3             | 4             | 18            | —             | — | —        | —        | —        |          |          |
| Celkem v NHL | Celkem v NHL        | Celkem v NHL | 460 | 41            | 49            | 90            | 533           | 10            | 0 | 0        | 0        | 12       |          |          |

## Reprezentace
| Rok          | Tým          | Soutěž       | Z | G | A | B | TM |
| ------------ | ------------ | ------------ | - | - | - | - | -- |
| 2002         | Kanada 20    | MSJ          | 7 | 3 | 3 | 6 | 2  |
| Celkem v MSJ | Celkem v MSJ | Celkem v MSJ | 7 | 3 | 3 | 6 | 2  |